# پیگ-پوره

پیگ-پوره شهری در شهرستان پورا در استان باله در بورکینافاسوی جنوبی است و جمعیت آن ۶۳۷ نفر است.